# Phyllogomphoides undulatus
Phyllogomphoides undulatus är en trollsländeart som först beskrevs av James George Needham 1944.  Phyllogomphoides undulatus ingår i släktet Phyllogomphoides och familjen flodtrollsländor. Inga underarter finns listade i Catalogue of Life.